# William Alexander Stewart
William Alexander Stewart (* 12. September 1930 in Honolulu, Hawaii-Territorium; † 25. März 2002 in New York City) war ein US-amerikanischer Linguist, der zu Kreolsprachen und dem African American Vernacular English (AAVE) forschte.

## Leben und Karriere
Stewart wurde in Honolulu als Sohn schottischer Eltern geboren und wuchs mit vier Sprachen auf: Englisch, Spanisch, Portugiesisch und Hawaiisch. Nach dem Tod seiner Eltern bei einem Autounfall zog er zu seinen Großeltern nach Kalifornien.
1952 wurde er in die US Army eingezogen und diente als Übersetzer in Paris und Frankfurt. Nach seinem Militärdienst absolvierte er ein Studium an der University of California, Los Angeles (UCLA), wo er seinen Bachelor- und Masterabschluss erwarb. Später wurde er Fakultätsmitglied am Graduate Center der City University of New York, wo er über 25 Jahre lehrte.

## Wissenschaftliche Beiträge
In den frühen 1960er Jahren führte Stewart bahnbrechende Studien zu Kreolsprachen in der Karibik durch. 1965 stellte er fest, dass Leseschwierigkeiten afroamerikanischer Kinder nicht auf Wortschatz oder Aussprache zurückzuführen waren, sondern auf grammatikalische Unterschiede zwischen AAVE und Standardenglisch. Diese Erkenntnisse hatten weitreichende Auswirkungen auf die Bildungsforschung und Sprachförderung.
Ende der 1960er Jahre beschäftigte er sich intensiv mit der Soziolinguistik der Mehrsprachigkeit und führte dabei die Begriffe polyzentrische Sprachen, Autonomie und Heteronomie ein, die zur Klassifikation von Sprachvarietäten verwendet werden.

## Vermächtnis
Stewarts Arbeiten beeinflussten maßgeblich die linguistische Forschung zu Kreolsprachen und zur sprachlichen Vielfalt innerhalb der USA. Seine Erkenntnisse über die strukturellen Unterschiede von AAVE trugen dazu bei, Bildungsprogramme für afroamerikanische Schüler zu verbessern.

## Werke (Auswahl)
- Sociolinguistic Typology of Multilingualism. In: Joshua Fishman (Hrsg.): Readings in the Sociology of Language. Mouton, Den Haag/Paris, S. 529–545 (doi:10.1515/9783110805376.531)
- Continuity and Change in American Negro Dialects. 1968
- Teaching Black Children to Read. 1970